# Antoine Lamparelli
Antoine Lamparelli, ou Innocent Lamparelli, est un musicien, compositeur de romances et professeur de chant, né Innocent Gaspard François Valentin Lamparelli à Rome le 15 avril 1767, et mort à Vitry-le-François (Marne), où il était organiste, le 25 décembre 1832. 

## Biographie
Il commença sa formation musicale auprès d'un musicien averti, l'abbé Amboni, cantor de la cathédrale de Turin. La prise de Turin en 1796, par le jeune général Bonaparte, après la bataille de Mondovi, lors de la campagne d'Italie, le poussa à aller s'établir à Paris. Il quitta par la suite la capitale et après divers déplacements dans le pays il vint s'établir à Lille, où il était encore domicilié en 1816. Après avoir quitté cette capitale du Nord, on le retrouve en 1820 à Troyes, Aube.

## Carrière musicale
Fixé dans la capitale française, il y enseigna le chant, et il eut  du succès comme compositeur de romances et de chansonnettes italiennes qu'il fit publier.

## Publications musicales
- Onze recueils de romances avec accompagnement, publiées chez Naderman.
- Le Diable emporte l'amour, chansonnette, Paris, chez Naderman.
- Le Chien de la Seine, Paris, chez Naderman, 1799.
- En 1817 à Paris l'Almanach lyrique des Dames publia quelques Mélodies avec accompagnement de harpe ou de piano de lui et d'autres compositeurs contemporains : Antoine Lamparelli, Guillaume Gatayes, Courtin, Lafont, Victor de C***, Plantade, Meurger, Pacini, Darondeau, Gail, Naderman, Ficher, Fabry-Garat et Lefebvre[3].
- Permets-moi, romance de Lamparelli, arrangée pour le violon avec variation et acc. d'un violon, alto et basse, dans : Le Guide musical: revue internationale de la musique, volume 21 :  À Anvers, au magasin de musique et d'instruments, chez Fridzeri. Gravé par P. Vandievoet.